# 彭布羅克 (緬因州)
彭布羅克（英語：Pembroke）是一個位於美國緬因州華盛頓縣的鎮。

## 人口
根據2020年美國人口普查的數據，彭布羅克的面積為91.32平方千米，當中陸地面積為70.86平方千米，而水域面積為20.46平方千米。當地共有人口788人，而人口密度為每平方千米9人。